# Анна Маргарета фон Пфалц-Велденц
Анна Маргарета фон Пфалц-Велденц (на немски: Anna Margaretha von Pfalz-Veldenz; * 17 януари 1571; † 1 ноември 1621) от фамилията Вителсбахи, е пфалцграфиня от Пфалц-Велденц и чрез женитба пфалцграфиня и херцогиня на Пфалц-Зимерн.

## Живот
Тя е голямата дъщеря на пфалцграф Георг Йохан I фон Пфалц-Велденц (1543 – 1592) и съпругата му принцеса Анна Мария Шведска (1545 – 1610), дъщеря на шведския крал Густав I Васа (1496 – 1560). По-малката ѝ сестра Урсула (1572 – 1635) се омъжва 1585 г. за херцог Лудвиг фон Вюртемберг (1554 – 1593). Брат ѝ Йохан Август (1575 – 1611) се жени 1599 г. за принцеса Анна Елизабет фон Пфалц (1549 – 1609).
Анна Маргарета се омъжва на 14 декември 1589 г. на 18 години за херцог Райхард фон Пфалц-Зимерн (* 25 юли 1521; † 13 или 14 януари 1598), син на пфалцграф Йохан II фон Зимерн (1492 – 1557) и Беатрикс фон Баден (1492 – 1535) и по-малък брат на курфюрст Фридрих III (1515 – 1576). Тя е третата му съпруга. Бракът е бездетен.
Херцог Райхард фон Пфалц-Зимерн получава от 1594 г. няколко мозъчни удара и умира през нощта от 13 към 14 януари 1598 г. Погребан е на 7 февруари 1598 г. в построения от него монументален гроб в църквата „Св. Стефан“ в Зимерн. Наследен е от племенника му Фридрих IV.
Анна Маргарета умира бездетна на 1 ноември 1621 г. на 50 години и е погребана в Зимерн.